# 红光乡 (嘉荫县)
红光乡，是中华人民共和国黑龙江省伊春市嘉荫县下辖的一个乡镇级行政单位。

## 行政区划
红光乡下辖以下地区：
太平村、东升村、常青村、红旗村、星火村、燎原村、红边村和新桥村。